# Distretto Meridionale (Taichung)
Il distretto Meridionale (南區S, Nán QūP) è un distretto della municipalità di Taichung, situata a Taiwan.